# 紀 (曆法)
紀是中國古代曆法的時間單位。指蔀之日數與60個干支紀日之最短循環週期。

## 文內注釋
1. ↑  .卷93志第三《律曆下》: 日周於天，一寒一暑，四時備成，萬物畢改，攝提遷次，青龍移辰，謂之歲。歲首至也，月首朔也。至、朔同日謂之章，同在日首謂之蔀，蔀終六旬謂之紀，歲朔又復謂之元。